# Carapelhos
Carapelhos es una freguesia portuguesa del concelho de Mira, con 3,92 km² de superficie y 766 habitantes (2001). Su densidad de población es de 195,4 hab/km².

## Galería

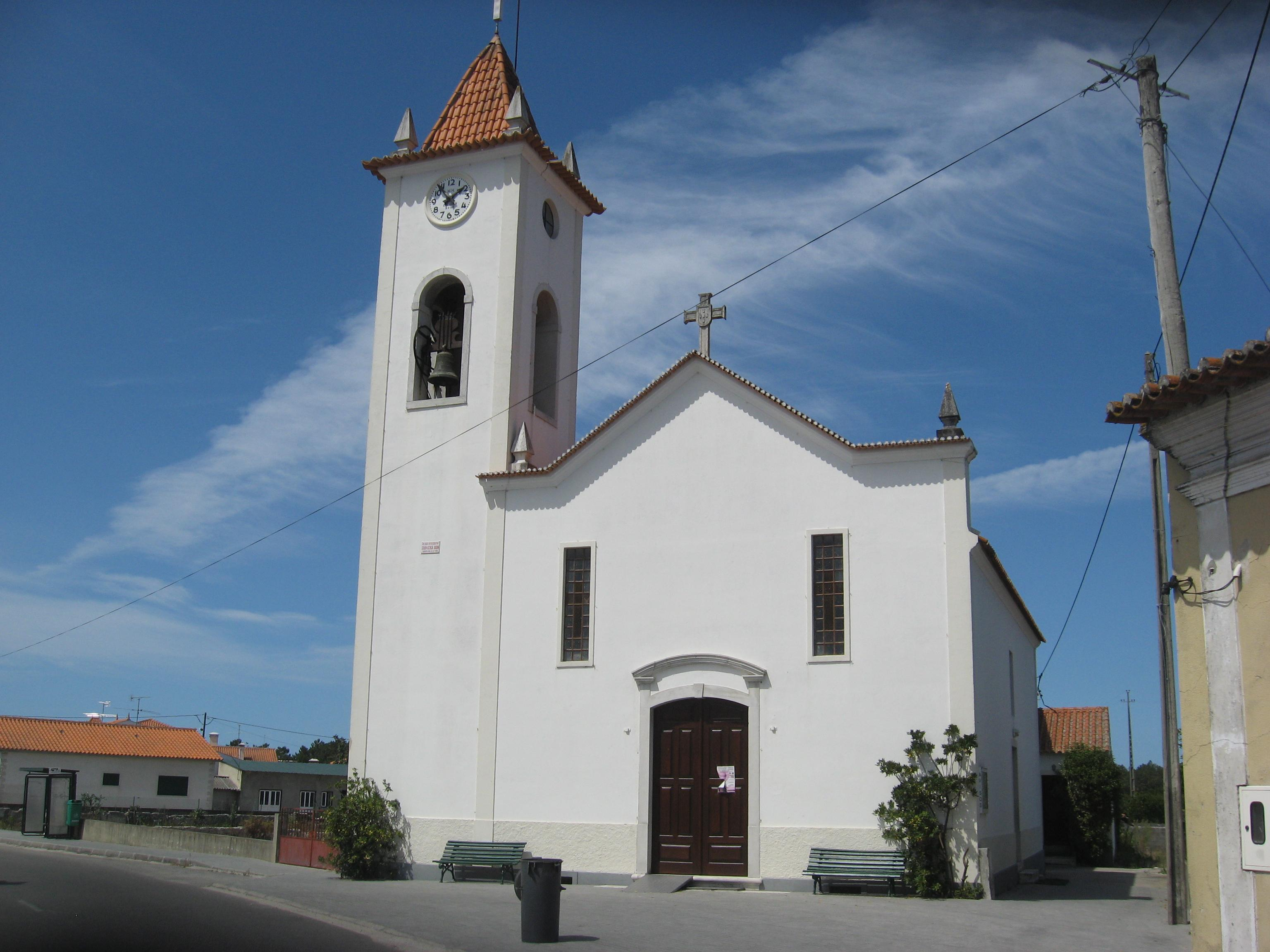
Iglesia de Nossa Senhora da Conceicao